# Asia Rugby Women's Championship 2024
El Asia Rugby Women's Championship de 2024 fue la decimotercera edición del torneo femenino de rugby.
La selección campeona clasificó a la WXV 2 y a la Copa Mundial de Rugby de 2025, la segunda posición a la WXV 3.

## Equipos participantes
- Selección femenina de rugby de Hong Kong
- Selección femenina de rugby de Japón
- Selección femenina de rugby de Kazajistán

## Tabla de posiciones
| Pos. | Equipo     | Encuentros | Encuentros | Encuentros | Encuentros | Tantos  | Tantos    | Tantos     | Puntos Bonus | Puntos Totales |
| Pos. | Equipo     | jugados    | ganados    | empatados  | perdidos   | a favor | en contra | diferencia | Puntos Bonus | Puntos Totales |
| ---- | ---------- | ---------- | ---------- | ---------- | ---------- | ------- | --------- | ---------- | ------------ | -------------- |
| 1    | Japón      | 2          | 2          | 0          | 0          | 93      | 12        | +81        | 2            | 10             |
| 2    | Hong Kong  | 2          | 1          | 0          | 1          | 34      | 29        | +5         | 0            | 4              |
| 3    | Kazajistán | 2          | 0          | 0          | 2          | 0       | 86        | -86        | 0            | 0              |

Nota: Se otorgan 4 puntos al equipo que gane un partido y 2 al que empate
Puntos Bonus: 1 punto por convertir 4 tries o más en un partido y 1 al equipo que pierda por no más de 7 tantos de diferencia

### Partidos
| 22 de mayo | Hong Kong | 12 - 29 | Japón | Kings Park sportsground, Kings Park |  |

| 27 de mayo | Japón | 64 - 0 | Kazajistán | Kings Park sportsground, Kings Park |  |

| 1 de junio | Hong Kong | 22 - 0 | Kazajistán | Kings Park sportsground, Kings Park |  |

| Bandera de Japón |
| Campeón Japón    |
| Sexto título     |